# جشنواره بین‌المللی فیلم حیفا

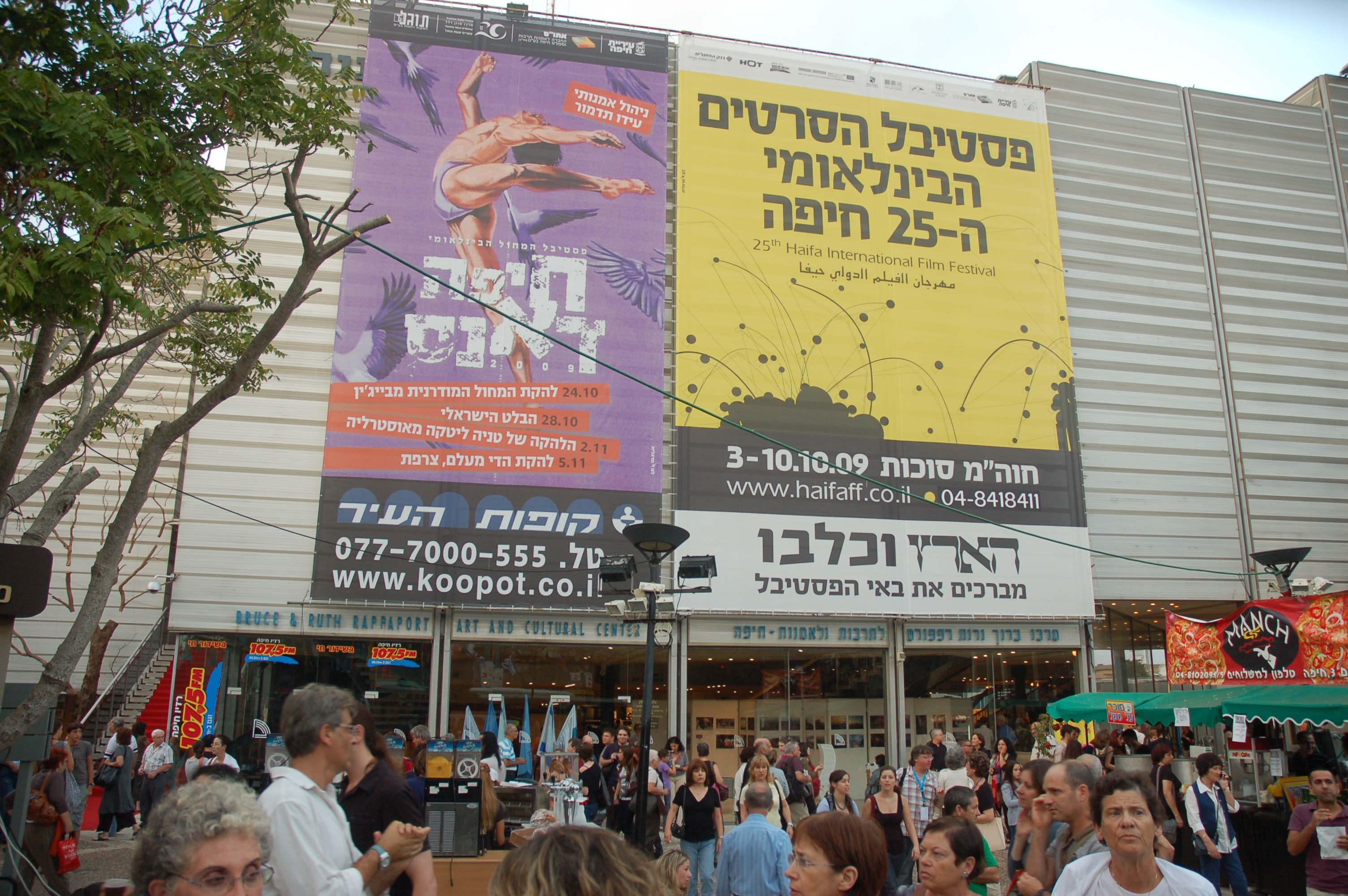
جشنواره فیلم حیفا ۲۰۰۹

جشنواره بین‌المللی فیلم حیفا (انگلیسی: Haifa International Film Festival) یک جشنواره فیلم سالانه است که از سال ۱۹۸۳ در پائیز (بین سپتامبر و اکتبر) در شهر حیفا و در ایام تعطلات ۷ روزه جشن سایه‌بان‌ها برگزار می‌شود. شهرداری حیفا و وزارت آموزش و پرورش اسرائیل متولی برگزاری این رویداد سینمایی می‌باشند.

## برگزاری
تأسیس این جشنواره اولین از نوع خود در اسرائیل بود؛ و از ۱۹۸۳ در طول این سال‌ها، مهم‌ترین رویداد سینمایی در اسرائیل شده‌است. جشنواره حیفا در طی یک هفته برگزار می‌شود و در این مدت بین ۱۵۰ تا ۱۷۰ فیلم سینمایی جدید از کشورهای مختلف در ۶ سینما به‌طور شبانه‌روزی اکران می‌شوند. گاهی برخی از اکران‌ها در فضای باز انجام می‌شود. دسته‌بندی فیلم‌ها شامل فیلم‌های بلند، مستند، انیمیشن، فیلم کوتاه و بخش یادبودها و اکران فیلم‌های کلاسیک است.